# Inserción de carbeno
La reacción de inserción de carbeno en química orgánica y organometálica se refiere a la reacción de inserción de un carbeno en un enlace químico, generalmente en un enlace carbono-hidrógeno. Esta reacción es una reacción de cierta importancia en la síntesis de nuevos compuestos orgánicos.
En un mecanismo de reacción general para esta reacción según lo propuesto por Doyle en 1993 el metal que estabiliza el carbeno, se disocia al mismo tiempo, pero no en el mismo punto que la formación de enlaces carbono-carbono y la migración del átomo de hidrógeno. La reacción es distinta de la reacción de activación C-H catalizada por un metal donde el metal en realidad se inserta entre el carbono y el hidrógeno.

## Inserción de carbeno a M-H o M-X
Las inserciones a enlaces metal-carbono (M-C) se evitan, ya que las inserciones a enlaces metal-hidrógeno (M-H) o metal-halógeno (M-X) están fuertemente favorecidas:
{\displaystyle \mathrm {PhSiH_{3}\ +\ CH_{2}N_{2}\ {\xrightarrow {h\nu }}\ PhSi(CH_{3})H_{2}\ +\ N_{2}} }
{\displaystyle \mathrm {Me_{2}SnCl_{2}\ +\ CH_{2}N_{2}\ {\xrightarrow {\ }}Me_{2}Sn(CH_{2}Cl)Cl\ +\ N_{2}} }
{\displaystyle \mathrm {Ph_{3}GeH\ +\ PhHgCBr_{3}\ {\xrightarrow {\ }}Ph_{3}GeCBr_{2}H\ +\ PhHgBr} }
{\displaystyle \mathrm {RHgCl\ +\ R'_{2}CN_{2}\ {\xrightarrow {\ }}RHgCR'_{2}Cl\ +\ N_{2}} }